# 물의 형태
《물의 형태》(이탈리아어: La forma dell’acqua)는 안드레아 카밀레리의 장편 추리소설로, 이탈리아에서 1994년 출간되었다. 몬탈바노 시리즈의 첫 번째 작품이다.

## 줄거리
이탈리아 현대 문학의 스타이자 세계 각국에 팬클럽이 결성되어 있을 정도로 컬트적 숭배를 받고 있는 세계적인 추리소설가 안드레아 카밀레리의 추리소설. 이 작품은 7부작으로 구성된 '몬탈바노 시리즈'로, TV 드라마로 제작되어 유럽 전역에서 대중적 인기를 누렸다. 한 인간의 죽음을 조작할 만큼 명예, 권력욕에 눈 먼 인간의 모습을 그린다.
매음과 마약 판매가 판을 치는 해변에서 비가타 시의 거물인 실피오 루파렐로가 무릎까지 팬티가 내려간 채 차 안에서 시체로 발견된다. 그의 사망을 둘러싸고 정치권력과 치정에 얽힌 갖가지 루머들이 퍼지기 시작한다. 아무 일도 아니란 듯 이 사건은 개인적 치정으로 덮여가고, 몬탈바노 경위가 이 사건과 관련해 그 배후를 밝혀내기 시작한다.